# Adrián Rosales
Adrián Rosales Pousada (Cangas de Morrazo), 28 de julio de 1985 es un exjugador de balonmano español. Jugaba en la posición de lateral izquierdo.
Nacido en Cangas de Morrazo, allí desarrolló sus primeros años de carrera, jugando para el CB Cangas. 
Empezó en el CB Cangas donde estuvo desde 2004 hasta 2016. Después, marchó al Caen Handball, donde estuvo 2 temporadas. En 2018 se oficializó su fichaje por el Club Balonmano Nava, donde está en la actualidad. En 2018 tuvo una lesión que le apartó de los terrenos de juego hasta la siguiente temporada. En 2019 llegó a la cifra de 500 goles en la Liga ASOBAL. En 2022, se retiró del balonmano profesional.

## Trayectoria
- CB Cangas (2004-2016)
- Caen Handball (2016-2018)
- BM Nava (2018-2022)